# Ranunculus akkemensis
Ranunculus akkemensis är en ranunkelväxtart som beskrevs av A.V. Polozhii och N.V. Revyakina. Ranunculus akkemensis ingår i släktet ranunkler, och familjen ranunkelväxter. Inga underarter finns listade i Catalogue of Life.